# Gmina Goniądz
Gmina Goniądz je polská městsko-vesnická gmina v okrese Mońki ve Podleském vojvodství. Sídlem gminy je město Goniądz. Gminu protéká řeka Biebrza.

## Administrativa
Sídlo je vzdáleno 10 km od Moniek. V letech 1975-1998 spadala obec administrativně do dnes již neexistujícího Łomżynského vojvodství.

## Vesnice a osady
Ke gmině kromě města Goniądz patří 26 vesnic a osad. Pod městsko-venkovskou gminu Goniądz (celkem 5 253 obyvatel) spadají kromě samotné Goniądz následující místa; 

Białosuknia, Budne, Budne-Żarnowo, Dawidowizna, Doły, Downary, Downary-Plac, Klewianka, Kramkówka Duża, Kramkówka Mała, Krzecze, Łazy, Mierkienniki, Olszowa Droga, Osowiec, Osowiec-Twierdza, Owieczki, Piwowary, Płochowo, Smogorówka Dolistowska, Smogorówka Goniądzka, Szafranki, Uścianek, Wojtówstwo, Wólka Piaseczna, Wroceń.